# Aden
Aden (ɑːdɛn/ah-den, arabe : عدن ʿAdan) est une ville du Yémen, située à 170 km à l'est du détroit Bab el Mandeb. Elle est peuplée d'environ 990 000 habitants. C'est aussi un port naturel, construit sur un ancien site volcanique, déjà utilisé par le royaume antique d'Awsan entre les VIIe et Ve siècles av. J.-C.. La ville donne son nom au golfe d'Aden.

## Étymologie
Ayant la même étymologie qu'Éden, Aden vient de l'akkadien edinnu, qui signifie « plaine ».

## Géographie
Aden est composée de plusieurs petites villes : 
- Cratère, la ville portuaire d'origine,
- Little Aden, la ville industrielle, avec raffinerie de pétrole,
- Mu'alla (en), le port moderne,
- Tawahi (en), connu comme Steamer Point à l'époque coloniale,
- les stations de repos de Gold Mohur,
- Khormaksar (en), située sur l'isthme qui relie Aden au continent, avec notamment les missions diplomatiques de la ville, les bureaux principaux de l'Université d'Aden et l'aéroport international de Khormaksar, ancienne base aérienne britannique et deuxième plus grand aéroport du Yémen.

Sur le continent se situent les sous-centres de Cheikh Othman (en), zone de l'ancien port, Al-Mansoura (en), ville planifiée par les Britanniques, et Madinat ash-Chaab (anciennement Madinat al-Itihad), le site désigné comme la capitale de la South Arabian Federation, où se situent une installation de dessalement de l'eau de mer et des facultés de l'Université d'Aden.
La capitale de la brève République démocratique populaire du Yémen, jusqu'à l'unification du Yémen du Nord et du Sud, a été déclarée zone de libre échange.

## Histoire

### Histoire antique
La position stratégique du port, entre l'Inde et l'Europe en fait dès l'Antiquité un lieu d'échanges commerciaux importants, notamment mentionné dans Le Périple de la mer Érythrée, sous son ancien nom de Porto. Le village sur le bord de mer est encore peu développé, sans fortification, une île plus qu'une péninsule.
Les civilisations préislamiques, les royaumes himyarite ou sabéen ont pu y construire des tours de guet, mais il ne reste trace d'aucune fortification.
Elle peut et doit être l'antique Eudaemon (Heureuse).

### Moyen Âge

Aden, avec une flotte portugaise au mouillage. in Braun & Hogenberg.1590

Les historiens arabes Ibn al Mojawir et Abou Makhramah attribuent la première fortification d'Aden à Beni Zuree'a, et Muhammad Sultan Azim Qamarbandi Naqsh, Tarikh ul-Yémen. L'objectif semble avoir été double : empêcher l'accès de forces hostiles, maintenir les revenus en contrôlant la circulation des marchandises et en empêchant la contrebande. La forme originale paraît relativement faible. Après 1175, la reconstruction est plus solide et la ville populaire attire marins et marchands d'Égypte, de Sind, d'Afrique et même de Chine.
Zheng He, dans son expédition de 1413-1415, visite la région.
En 1421, l'empereur chinois Zhu Di, de la dynastie Ming, envoie deux grands émissaires, le Grand Eunuque Li Xing et le Grand Eunuque et amiral Zhou Man de Zheng He chargé de transmettre un édit impérial, avec don de chapeaux et de robes, au roi d'Aden. Les envoyés, à bord de trois navires chargés de trésors, partent de Sumatra pour Aden. Cet événement est enregistré dans le livreYing-yai Sheng-lan par Ma Huan, qui accompagne l'envoyé impérial. [réf. à confirmer] .
Aden est occupée par les Portugais entre 1513-1538 et 1547-1548. Elle est gouvernée par l'Empire ottoman entre 1538-1547 et 1548-1645[Passage contradictoire]. Après la domination ottomane, elle est gouvernée par le Sultanat de Lahej, sous des imams Zaidi du Yémen[Qui ?].
Entre 1538 et 1630[Passage contradictoire], Aden est sous souveraineté ottomane.
La ville, cédée par le sultan Muhsin bin Fadi, intègre l'Empire colonial britannique en 1838 pour y occuper une position centrale entre le canal de Suez, Zanzibar et Bombay jusqu'à l'indépendance de la République Populaire du Yémen du Sud.

### Domination britannique 1838-1963

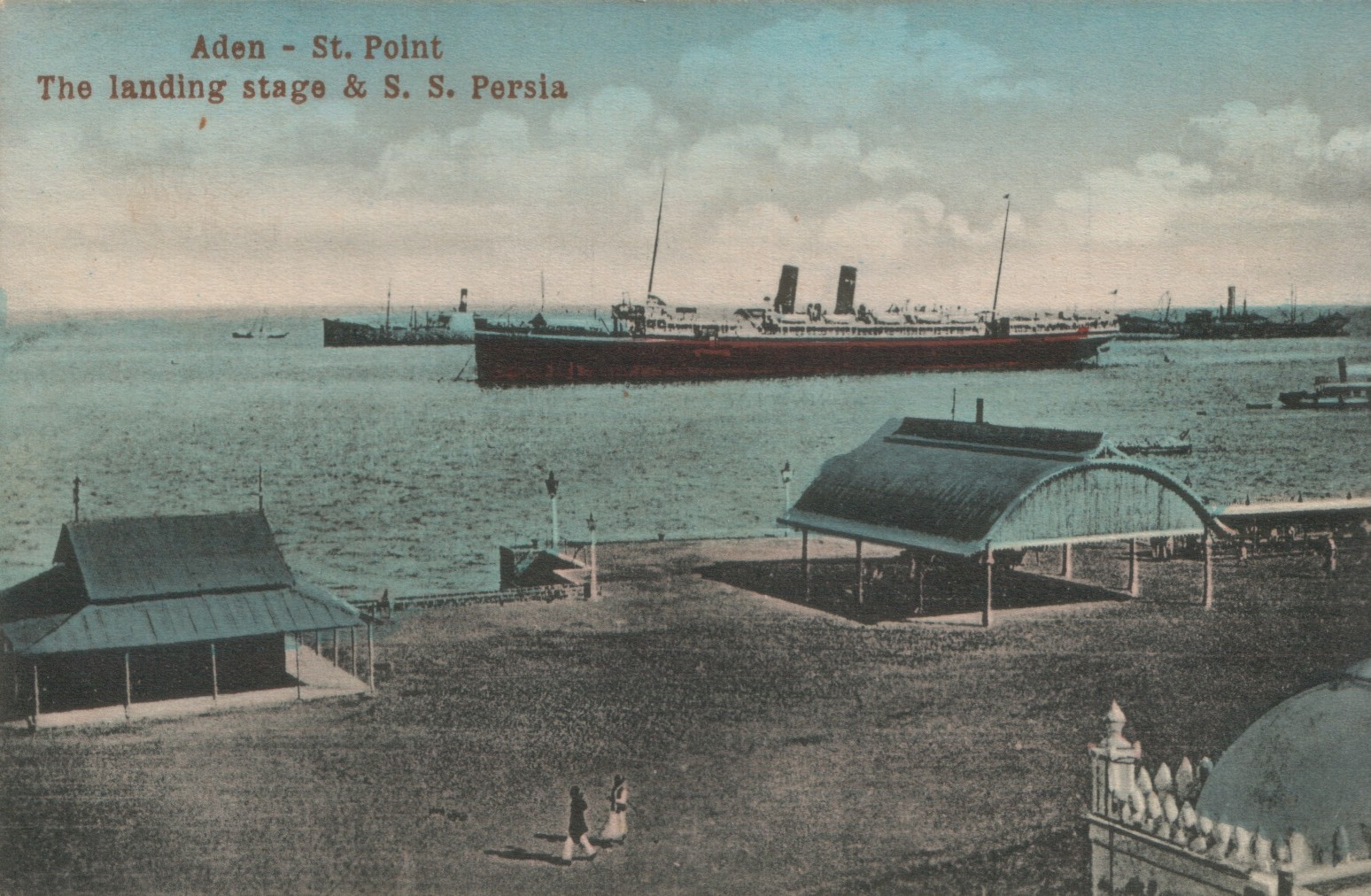
Aden vers 1910 (carte postale)

Aden, à cette époque, est encore un petit village avec une population de 600 Arabes, des Somaliens, des Juifs et des Indiens - logés pour la plupart dans des huttes de roseaux ou sur des nattes au milieu des ruines, rappelant une époque disparue de richesse et de prospérité. Haines estime qu'il peut devenir un grand centre commercial et cette prévision s'est avérée correcte : la période britannique en a fait un des ports les plus achalandés au monde.
En 1838, le Sultan Muhsin bin Fadl de l'état voisin de Lahej cède 194 km2 (75 miles carrés), dont Aden, à l'Empire britannique. Le 19 janvier 1839, le British East India Company débarque les Royal Marines à Aden, pour occuper le territoire et arrêter les attaques de pirates contre l'expédition britannique en Inde. Le port se trouve à peu près à égale distance du Canal de Suez, de Bombay et de Zanzibar, toutes régions alors sous influence britannique.
Aden a été un entrepôt et une étape pour les marins dans le monde antique, permettant de reconstituer les vivres et l'eau. Au milieu du XIXe siècle, il devient nécessaire de fournir également le charbon et l'eau des chaudières à vapeur. Aden offre alors une station de charbon à Steamer-Point.
La population croît : 6 000 en 1839, 15 000 en 1842, 17 000 en 1856, 19 289 en 1872, 34 860 en 1889 (et 35 932 en incluant la garnison de Périm).
Sa situation géographique est utilisée pour la contrebande d'armes, activité répandue dans le golfe d'Aden et en Somalie et contre laquelle le gouvernement britannique s'engage en 1909 aux côtés de la France et de l'Italie.
Jusqu'en 1937, l'établissement d'Aden est géré comme une partie du Raj britannique. Son territoire d'origine est agrandi en 1857 de 13 km2 avec l'île de Périm, en 1868 de 73 km2  avec l'archipel des Khuriya Muriya et en 1915 de 108 km2 avec l'île de Kamaran.
En 1937, son statut est modifié, l'établissement est détaché administrativement de l'Inde et devient la colonie d'Aden, une Crown colony britannique. Le changement de gouvernement entraîne le changement des unités monétaires, les roupies deviennent des shillings de l'Afrique de l'Est. L'arrière-pays d'Aden et l'Hadramaout sont également moins liés à la Grande-Bretagne, puisque le Protectorat d'Aden est supervisé à partir d'Aden même.
En décembre 1947 se déroule le Pogrom d'Aden contre les juifs de la ville. 82 juifs sont assassinés, des écoles incendiées et plus de 100 magasins pillés lors de ces émeutes antisémites. L'origine des violences s'explique par une grève générale de trois jours et une manifestation des habitants afin de contester le vote de l'Organisation des Nations unies sur le plan de partage de la Palestine.
Après la nationalisation par l'Egypte du canal de Suez en 1956, Aden devient la base principale de la région pour les Britanniques.
Aden envoie une équipe aux Jeux de l'Empire britannique et du Commonwealth de 1962 à Perth en Australie.

### Little Aden: 1955-1967

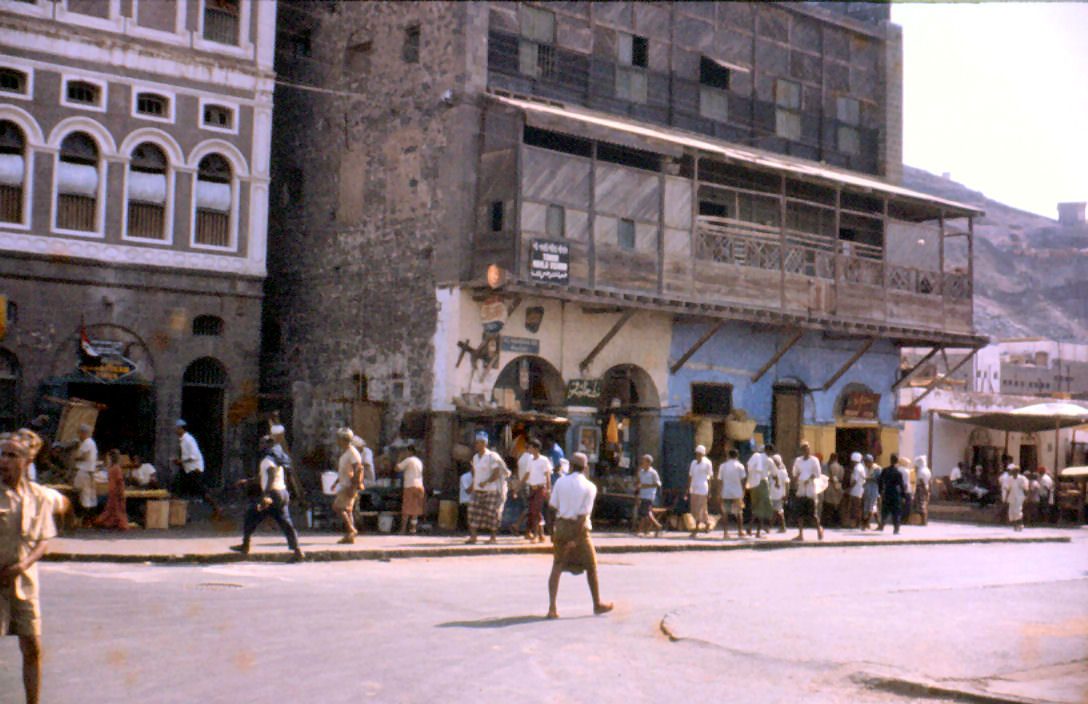
Aden en 1960

Little Aden est toujours dominé par la raffinerie de pétrole, construite pour British Petroleum. Little Aden était bien connu des marins pour son port pétrolier, avec une mission d'accueil, près de la BP d'Aden, avec piscine et bar climatisé. Les zones d'hébergement pour le personnel de la raffinerie sont connus sous les noms d'origine arabe de Bureika et Ghadir.
Bureika consiste surtout en dortoirs, des logements en bois construits pour accueillir les milliers d'hommes qualifiés et des ouvriers importés pour construire la raffinerie, plus tard convertis en logements familiaux.
Ghadir housing est construit en pierre, en grande partie des carrières locales de granite. Beaucoup de ces logements sont encore debout et occupés par les plus riches habitants de Big Aden.
Little Aden comporte également de nombreux villages pittoresques de pêcheurs, comme Ghadir et ses casiers à homards.

### Avant l'indépendance: 1963-1967
Pour stabiliser Aden et le Protectorat d'Aden et les protéger des intentions égyptiennes, soutenues par le Yémen du nord, les Britanniques tentent d'unir progressivement les États disparates de la région en préparation de l'indépendance.
Le 18 janvier 1963, la colonie d'Aden est incorporée dans la Fédération des émirats arabes du Sud contre la volonté du Yémen du nord, qui revendique la ville et le sud du Yémen. La population de la ville, l'État d'Aden, et la Fédération sont rebaptisés Fédération d'Arabie du Sud (Federation of South Arabia : FSA).
Une insurrection contre la domination britannique, Aden Emergency, commence par une attaque à la grenade par le Front de libération nationale (FLN), communiste, contre le Haut Commissaire britannique, le 10 décembre 1963, tuant une personne et en blessant cinquante. L'état d'urgence est instauré.
En 1964, la Grande-Bretagne annonce son intention d'accorder l'indépendance à la FSA en 1968, l'armée britannique restant à Aden. La situation sécuritaire se détériore : FLN et FLOSY (Front pour la Libération du Sud Yémen Occupé) rivalisent.
En janvier 1967, des émeutes de masse ont lieu entre FLN et FLOSY, dans le vieux quartier arabe d'Aden-ville, jusqu'à la mi-février, malgré l'intervention des troupes britanniques. Durant cette période, ont lieu autant d'attaques contre les troupes britanniques par les deux parties qu'entre elles.
Le 22 novembre 1966 une bombe avait fait exploser en vol un Douglas DC-3 de la compagnie Aden Airways (en). Il n'y eut aucun survivant parmi les 30 passagers et membres de l'équipage. Le 30 juin 1967 un second avion Vickers Viscount en réparation sur l'aéroport international d'Aden, est détruit au sol sans faire de victime,.
Le 30 novembre 1967, les Britanniques se retirent finalement, laissant Aden et le reste de la FSA sous le contrôle du FLN. Les Royal Marines, les premières troupes britanniques à s'installer à Aden en 1839, sont les dernières à partir, à l'exception d'un détachement des Royal Engineers.

### Indépendance: 1967-1975
Aden devient la capitale de la nouvelle République populaire du Yémen du Sud, rebaptisée République démocratique populaire du Yémen en 1970. Avec l'unification du nord et du sud du Yémen en 1990, Aden n'est plus capitale nationale, mais reste la capitale du gouvernorat d'Aden, qui couvre une superficie semblable à celle de la colonie d'Aden.

### Histoire récente
Pendant le détournement d'avion du Vol 181 Lufthansa, commencé le 13 octobre 1977, Aden est l'avant-dernier arrêt prévu des pirates de l'air. Le gouvernement refuse toute interaction avec les ravisseurs et la piste est bloquée. N'ayant de carburant que pour vingt minutes, le pilote est forcé d'atterrir à côté de la piste dans le sable.
Le 29 décembre 1992, Al-Qaïda mène sa première attaque terroriste connue à Aden, le bombardement de l'Hôtel Gold Mohur (/ ˌ ɡoʊld mɔər /), où les militaires américains sont réputés séjourner sur la route de la Somalie pour l'opération Restore Hope. Un Yéménite et un touriste autrichien meurent dans l'attaque.
Aden est brièvement au centre de la République démocratique du Yémen sécessioniste, du 21 mai au 7 juillet 1994.
Le 3 janvier 2000, des membres d'Al-Qaïda tentent d'attaquer un destroyer américain lance-missiles de Classe Arleigh Burke The Sullivans (DDG-68), dans le cadre de l'attaque du millénaire. Mais le bateau transportant les explosifs, surchargé, coule avant d'approcher sa cible.
Le 12 octobre 2000, Al-Qaïda réitère le même type d'attaque contre un autre destroyer, l'USS Cole, qui fait relâche dans le port d'Aden. Cette fois, la petite embarcation chargée d'explosifs saute à la hauteur de la salle des machines, fait un trou d'environ 10 m2 dans la coque, et cause la mort de dix-sept marins et en blesse cinquante autres. Les deux terroristes périssent aussi dans l'attentat-suicide.
En février 2015, lors de la guerre civile et la fuite du président Abdrabbo Mansour Hadi en direction de cette même ville, Aden devient capitale de facto.
Elle est aussi le théâtre de la bataille d'Aden de mars à juillet 2015.
Le 6 décembre 2015, Jaafar Mohammed Saad, gouverneur d'Aden depuis le 9 octobre précédent, est tué dans un attentat à la voiture piégée revendiqué par Daech, qui cherche à asseoir son emprise sur le pays dans un contexte de guerre civile entre Houthis et loyalistes.
Le 9 décembre 2015, des hommes armés font exploser une église qui date de l’époque britannique. Début 2016, des terroristes s'en prennent à l'église de la Sainte-Famille d'Aden. Quatre religieuses missionnaires de la Charité et douze personnes sont assassinées dans une attaque le 4 mars 2016.
Le 6 mai 2016, l'aéroport de la ville rouvre.
Le 4 septembre 2016, la raffinerie d'Aden est rouverte, un an après la fin de la bataille, permettant ainsi de mettre fin à la pénurie d'électricité.
Le 19 septembre 2016, le siège de la Banque centrale est déplacé à Aden.
En août 2019, l'ONU fait état de nombreuses exactions commises à Aden par des miliciens formés et équipés par les Émirats arabes unis contre des Yéménites originaires du nord du pays : « Nous avons reçu de multiples sources des informations sur des arrestations, des détentions arbitraires, des déplacements forcés, des agressions physiques et des harcèlements, ainsi que sur des pillages et des actes de vandalisme commis par les forces de sécurité contre des centaines d'habitants [originaires] du Nord ».

## Économie
Aden possède un aéroport international : l'aéroport international d'Aden.
Via Aden Cement Enterprises Ltd., le suisse Holcim possède une cimenterie dans la ville, employant 81 personnes.
La gestion du port est concédée depuis le 1er novembre 2008 à DP World Aden, coentreprise entre Dubai Ports World et Yemen Gulf of Aden Port Corporation, avec pour mission de gérer et développer le terminal de conteneurs.
Il y a deux établissements quatre étoiles : les hôtels Mercure et Gold Mohur Hotel & Resort.

### Tawahi
Tawahi (arabe : التواهي) est un quartier d'Aden. Pendant la période coloniale britannique, ce district s'est développé. Le quartier comprend également le "Steamer Point", un port colonial pour navires à passagers et navires-citernes. Aujourd'hui encore, les hôtels les plus touristiques y sont concentrés.

### Krater
Cratère, ou Kraytar, (arabe : كريتر), est le nom officieux d'un cratère de volcan éteint situé dans ce quartier d'Aden. Son nom officiel est Seera, le district de Sirah, (arabe : صيرة). Cette partie de la ville abrite environ 70 000 habitants.

### Transports

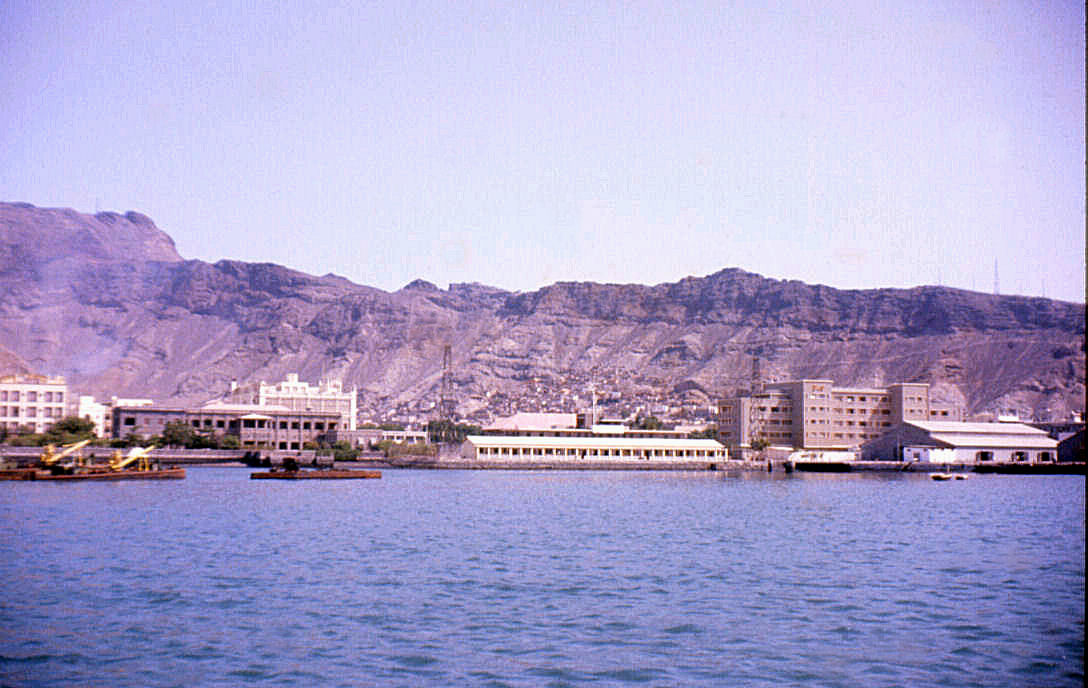
Le port d'Aden en 1960.

La ville est desservie par l'aéroport d'Aden, à 9,5 kilomètres du centre.

## Culture
Du fait de sa longue période de colonisation Britannique, Aden est la ville et métropole la plus Anglophone de la péninsule Arabique. En 1985, 15 % de la population de la ville d'Aden parlait Anglais en seconde langue.

### Aden en littérature
Arthur Rimbaud y a séjourné à partir de 1880 après son départ de France. La ville sert également de cadre aux romans des écrivains français Paul Nizan avec Aden Arabie, publié en 1931, Pierre Benoit avec Les Environs d'Aden, publié en 1940 et Henry de Monfreid qui évoque la ville à de nombreuses reprises dans ses récits.

### Légendes
L'occupation humaine y remonterait au déluge. Caïn et Abel seraient enterrés quelque part dans la ville.[réf. nécessaire]

### Personnalités
- Mukesh Ambani, entrepreneur indien
- Antonin Besse (1877-1951), homme d'affaires français
- Eddie Izzard, comédien britannique
- Claude Moraes, parlementaire européen britannique
- Arthur Rimbaud[17] (1854-1891), poète puis commerçant et explorateur français
- Isra Girgrah, boxeuse américano-yéménite née en 1971

### Intérêt touristique

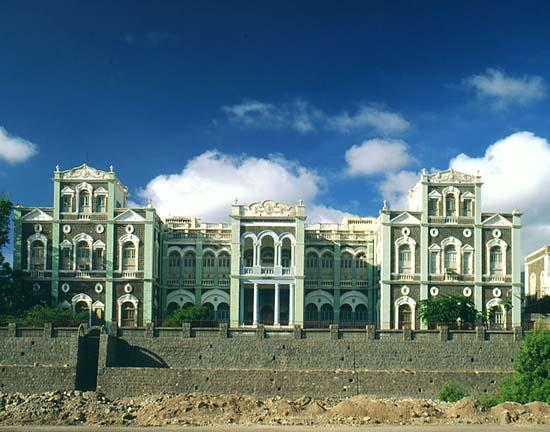
Le Musée National

- Les citernes de Tawila - Ancien système de collecte des eaux de ruissellement à l'intérieur du cratère, constitué d'un réseau de canaux et de 18 citernes.
- La forteresse de Sira (XIe siècle)
- Le minaret d'Aden
- Le palais du Sultanat de Lahej (Musée national)
- Le musée militaire d'Aden
- La maison d'Arthur Rimbaud
- Les fortifications du djebel Hadid et du djebel Shamsan
- Les côtes d'Aden et Little Aden
- La mosquée Al-Aidaroos
- Le temple zoroastrien
- Les églises britanniques historiques
- Le terminal des paquebots à « Steamer Point »
- La « pointe de l'éléphant » à Gold Mohur